# Tecoluca
Tecoluca es un distrito del municipio de San Vicente Sur en el departamento de San Vicente, El Salvador. Tiene una población estimada de 26,656 habitantes para el año 2024.

## Historia
En la época prehispánica, Tecoluca fue un importante asentamiento nahua de la región de los nonualcos, y en este mismo lugar también floreció el sitio de Tehuacán.
Ya en la etapa de la colonización española, fue mencionado por el fraile Alonso Ponce en su Relación breve y verdadera en el año 1586. De igual manera, don Juan de Pineda, en la Descripción de la Provincia de Guatemala del año de 1594 señala lo siguiente: 

El pueblo de Tecoluca está en los Nonualcos...solía ser de más gente que al presente es; está junto a una sierra, en una loma, tierra caliente y sana; es pueblo de mucho cacao (y) achiote; cojen mucho maíz, axi (chile) y frijoles; crían muchas aves de la tierra (chompipes) y de Castilla (gallinas); está cerca de la mar del Sur; tienen todos (sus vecinos) caballos como los demás; hacen mantas blancas y naguas; tiene tres pueblos juntos a él que son buenos, que se llaman San Juan y Santiago (Nonualco) y Zacatecoluca, que son de dos encomenderos y se llaman estos pueblos los Nonualcos; en este pueblo está un corregidor en nombre de Vuestra Majestad, que administra todos estos pueblos y hay en ellos más de quince o veinte españoles tratantes que les compran, así el cacao que tienen como las naguas que hacen; están ricos y andan bien vestidos y aderezados ellos y sus mujeres e hijos; dan poco tributo a Vuestra Majestad; podrán dar otro tanto más sin vejación ninguna...

En 1740, el poblado contaba apenas con 160 habitantes, pese a que en años anteriores había sido conocido como «Gran Tecoluca» precisamente por su notable población. En 1807, según el intendente Antonio Gutiérrez y Ulloa, había unos «200 indios y 50 ladinos» sin más actividad económica que «el tejido de palma para sombreros y el cultivo de maíces y otras semillas».
Para la época republicana, Tecoluca pasó a formar parte del departamento de San Vicente el 12 de junio de 1824, y el 20 de febrero de 1874 obtuvo el título de villa. 
En el 26 de junio de 1919, la Asamblea Nacional Legislativa decretó segregar de la jurisdicción de San Vicente las haciendas Tehuacán Opico y San Lorenzo y anexarlas a la villa de Tecoluca; el decreto es sancionado por el presidente Jorge Meléndez en el 2 de julio.
En 1930, por decreto legislativo del 26 de septiembre, se le otorgó el título de ciudad.
Para el siglo XX, el cultivo del algodón y la explotación ganadera cobraron gran importancia en la economía del municipio antes de la guerra civil salvadoreña. También el café y la caña de azúcar tenían notable productividad. Sin embargo, el conflicto armado provocó el despoblamiento del lugar, hasta que pudo recuperarse una vez finalizado. En 1998 el municipio fue afectado por los efectos del huracán Mitch, y en el 2001 por los terremotos de ese año.
En 2022-2023 se construyó en el municipio el Centro de Confinamiento del Terrorismo.

## Información del municipio
Geografía

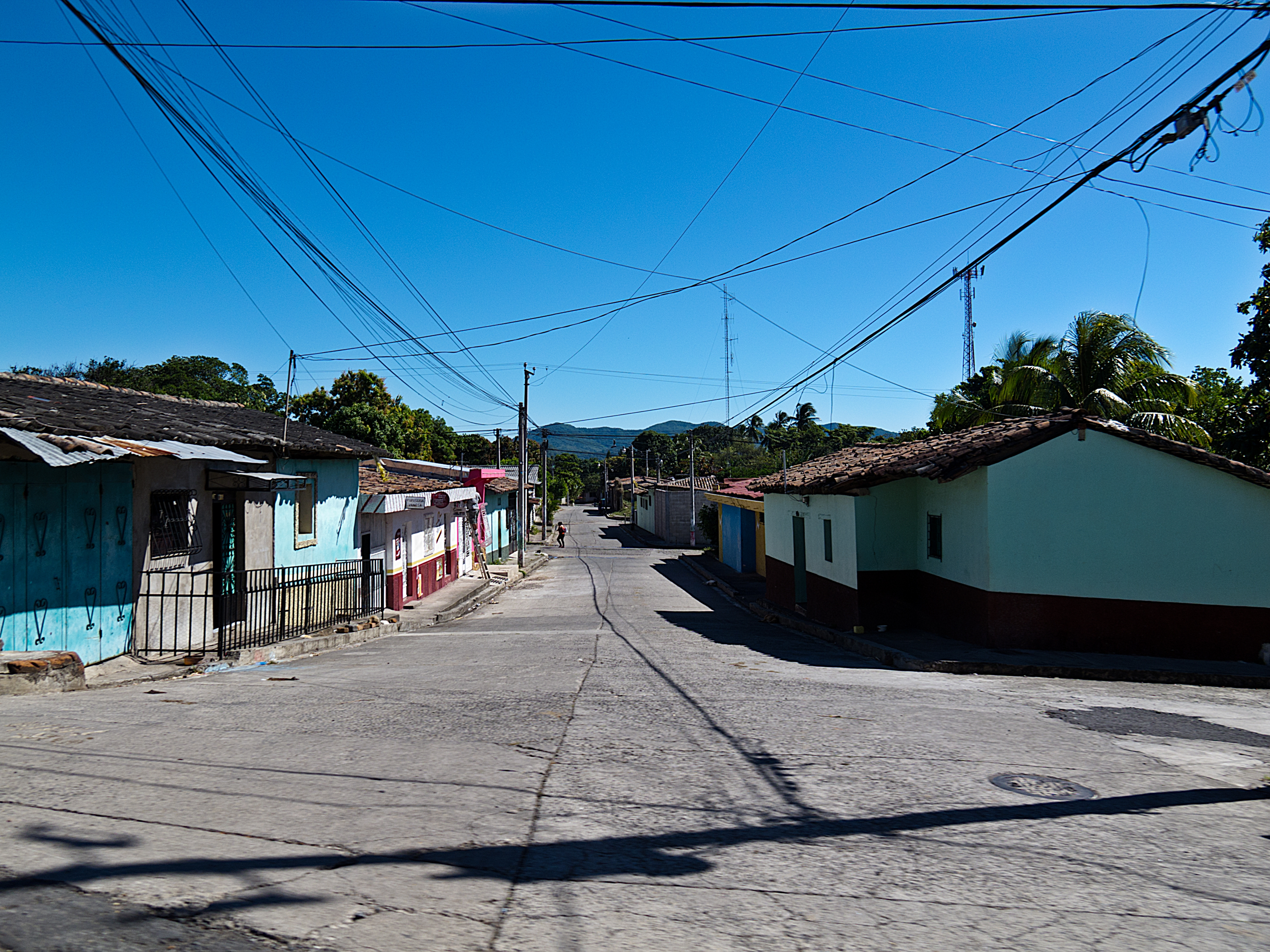
Calle en Tecoluca.

Tecoluca tiene un área de 284,65 km², por lo que es el de mayor extensión en el departamento de San Vicente; y comprende 24 cantones y 64 caseríos. La cabecera tiene una altitud de 270 m s. n. m.
Posee una cuenca hidrográfica importante, en la que destaca el río Lempa que limita al este; y otra serie de ríos que bajan del volcán de San Vicente y de cerros ubicados al sureste del municipio. También existen las lagunetas El Garrobo, Talquezal, y El Matazano.
Cultura y sociedad
Tecoluca celebra sus fiestas patronales en el mes de agosto en honor a San Lorenzo Mártir. Otras festividades del calendario católico se realizan en honor a la Virgen de Concepción en el mes de diciembre, y el día de la Cruz en mayo.
Toponimia
Tecoluca es una palabra de origen náhuat y significa «La Ciudad de los Tecolotes», ya que proviene teculut (tecolote, búho) y ea (ciudad). A través de los años ha sido conocida como «Tecoyluca» (1548), «Tecoluca» (1586-1625), «Nuestra Señora de la Concepción Tecoluca» (1770), y «Tecoluca» desde 1807.
Turismo
- Parque ecoturístico Tehuacán. Ocupa el lugar de una antigua y próspera finca de ganado, café y otros productos agrícolas, que a finales de los año 1960 fue vendido para la explotación de algodón. Tras las protestas de sus trabajadores por las duras condiciones laborales, la finca Tehuacán quedó en abandono, pero en los años 1990 se distribuyó entre los colonos que la ocupaban. Finalmente se declaró como zona protegida por el Ministerio de Medio Ambiente debido a su riqueza natural que contiene bosque, humedales y nacimientos de agua. Se encuentra ubicado en las faldas del volcán de San Vicente y cuenta con diversas facilidades para el turista.[7][8]

- Área ecoturística La Pita. Se encuentra ubicada al sur del distrito y cerca de la desembocadura del río Lempa. Cuenta con la playa Los Negros.[9][10][8]

- Sitio arqueológico de Tehuacán. Parque arqueológico aún inexplorado, pese a que ha sufrido saqueo a través de los años. Tiene una extensión aproximada de 3 km², y contiene varias pirámides y montículos rectangulares de origen prehispánico. La más alta de ellas alcanza 20 m de altura por 65 de ancho en su base. Fue declarado monumento nacional en 1977.[11][12]

- Festival de marañón. En el tercer domingo del mes de abril, y desde 2010, se realiza la exposición y comercio de los productos derivados del marañón, que en Tecoluca se ha convertido en un cultivo orgánico de exportación. Los antecedentes históricos de este cultivo se remontan a los años 1970 cuando el holandés Lud Dirkon comenzó a sembrarlo en el caserío Isla de Montecristo en el cantón Las Mesas, al sur del municipio.[13][14][15]

- Festival del Cangrejo. La actividad se desarrolla en el mes de mayo desde las 9 de la mañana hasta las 6 de la tarde en el Área Ecoturística La Pita, ubicada al sur del municipio en el Bajo Lempa. El propósito del festival es dinamizar la economía local, promover el turismo en la zona y preservar el cangrejo azul, que está en peligro de extinción.

### Otras fuentes
- Diagnóstico socio-económico del municipio de Tecoluca, San Vicente. Funde. 1997.

- Datos: Q3982494
- Multimedia: Tecoluca / Q3982494